# 徵鎰衛矛
徵鎰衛矛（学名：Euonymus wui），为卫矛科卫矛属下的一个植物种。此植物以植物学家吳徵鎰的名字命名。